# Ceylon ai Giochi della XX Olimpiade
Ceylon (l'odierno Sri Lanka) parteciparono ai Giochi della XX Olimpiade che si sono svolti a Monaco di Baviera dal 26 agosto all'11 settembre 1972, con una delegazione di quattro atleti impegnati in due discipline: atletica leggera e tiro. Il portabandiera fu Lucien Rosa, che gareggiò nei 10000 metri e nella maratona. Fu la settima partecipazione di questo paese ai Giochi. Non fu conquistata nessuna medaglia.